# Мендоса, Давид Бернардо
Давид Бернардо Мендоса Айяла (исп. David Bernardo Mendoza Ayala; 10 мая 1985, Сан-Игнасио, Парагвай) — парагвайский футболист, защитник клуба «Депортиво Лара».

## Клубная карьера
Мендоса начал карьеру в клубе «Серро Портеньо». В 2007 году он дебютировал в парагвайской Примере. 8 марта 2009 года в матче против «2 мая» Давид забил свой первый гол за команду. Так и не став основным игроком клуба Мендоса летом 2011 года перешёл в «Рубио Нью». 6 августа в поединке против «Гуарани» он дебютировал за новую команду.
Через полгода Давид разорвал соглашение с «Рубио» и перешёл в «Насьональ». 4 февраля 2012 года в матче против «Либертада» он дебютировал за столичную команду. 18 февраля в поединке против «Гуарани» Мендоса забил свой первый гол за «Насьональ». В 2013 году он впервые выиграл чемпионат Парагвая, а через год помог команде выйти в финал Кубка Либертадорес.
В начале 2017 года Мендоса перешёл в «Спортиво Триниденсе». 26 февраля в матче против своего бывшего клуба «Насьоналя» он дебютировал за новую команду. 22 апреля в поединке против «Рубио Нью» Давид забил свой первый гол за клуб. В начале 2018 года Мендоса перешёл в венесуэльский «Депортиво Лара». 4 февраля в матче против «Саморы» он дебютировал в венесуэльской Примере. 11 февраля в поединке против «Сулии» Давид забил свой первый гол за «Депортиво Лара».

## Достижения
Командные
 «Серро Портеньо»
- Чемпион Парагвая — Клаусура 2005
- Чемпион Парагвая — Клаусура 2006
- Чемпион Парагвая — Апертура 2009

 «Насьональ»
- Чемпионат Парагвая по футболу — Апертура 2013
- Финалист Кубка Либертадорес — 2014